# خویشتن‌دار (فیلم)
خویشتن‌دار (انگلیسی: Stoic) یک فیلم هنری درام به نویسندگی و کارگردانی اووه بول است که در سال ۲۰۰۹ منتشر شد. از بازیگران آن می‌توان به ادوارد فرلانگ و شان سیپس اشاره کرد.
به گفتهٔ کارگردان، اووه بول این فیلم بر اساس یک حادثهٔ واقعی که در سال ۲۰۰۶ در زندان زیگبورگ رخ داد، ساخته شده است که در آن سه زندانی در طول ده ساعت، در مجموعه‌ای از رویدادها که با شرط‌بندی پوکر شامل مصرف یک تیوب خمیردندان آغاز می‌شد، به هم‌سلولی خود تجاوز کرده. پس از شکنجه او در نهایت وی را مجبور به خودکشی کردند.
این فیلم بر اساس فیلمنامه‌ای نوشته‌شده توسط اووه بول ساخته شده است. دیالوگ‌ها تقریباً به‌طور کامل توسط بازیگران بداهه گفته شده‌اند.